# Morbus Günther
Der Morbus Günther oder Günthersche Krankheit (auch kongenitale erythropoetische Porphyrie, Abk. CEP, und Porphyria congenita) ist eine sehr seltene autosomal-rezessiv vererbte Krankheit (< 1:1.000.000), die sich bereits im Kindesalter manifestiert. Das von Mutation betroffene Gen codiert für die Uroporphyrinogen-III-Synthase, ein Enzym des Porphyrin-Stoffwechsels. Die Krankheit ist nach dem deutschen Arzt Hans Günther (1884–1956) benannt.
Unter der fachlich nicht korrekten Bezeichnung Morbus Günther wird mancherorts auch eine Reihe von Erkrankungen verstanden, die in einem Zusammenhang mit der Anwendung von uranhaltiger Munition stehen. Das Krankheitsbild wurde Anfang der 1990er Jahre von dem deutschen Arzt Siegwart-Horst Günther beschrieben.

## Pathogenese
CEP ist eine hereditäre Störung der Biosynthese von Häm, dem eisenhaltigen Farbstoff der roten Blutkörperchen. Häm bildet zusammen mit den Globinen das Hämoglobin, welches sich auf den roten Blutkörperchen befindet und für den Sauerstofftransport notwendig ist.
Die Krankheit entsteht durch eine verminderte Aktivität der Uroporphyrinogen-III-Synthase, einem der 8 Enzyme, die für die Synthese von Häm benötigt werden. Es folgt eine Anhäufung von Hydroxymethylbilan, welches das betroffene Enzym „weiterverarbeiten“ sollte.

## Symptome
Die ersten Symptome manifestieren sich bei den meisten Betroffenen bei der Geburt oder im frühen Kindesalter. CEP zeichnet sich durch Photosensitivität lichtausgesetzter Hautarealen aus; dies kann eine größere Fragilität, die Entwicklung von Blasen oder gar zur Photomutilation führen (stark entstellende Photodermatose). Letzteres ist durch eine Anhäufung des Häm-Vorläuferstoffs Uroporphyrinogen I in der Haut, Knochen und anderem Gewebe verschuldet. Hypertrichose, fokale Hyper/Hypopigmentation und Hautverdickung können auftreten. Die Ausprägung der Symptome eines Betroffenen kann variieren.
Die erste Manifestation von CEP besteht oft aus einem pinken bis roten, fluoreszierenden Urin. Hämolytische Anämie und Splenomegalie (Milzvergrößerung) sind üblich. Pathognomonisch für CEP ist eine rote Verfärbung der Zähne (Erythrodontie).
Anders als bei der Erythropoietischen Protoporphyrie treten bei oder nach der Aussetzung an Licht keine Schwellung, Schmerzen oder Juckreiz auf.

## Diagnose
Nachweis des Uroporphyrinogen I im Urin mittels HPLC.
Erste Hinweise auf eine CEP können beim Neugeborenen pink/dunkelrot gefärbter Urin sein. Dies ist besonders im Zusammenhang mit der bei Neugeborenengelbsucht verwendeten Phototherapie wichtig, da sich Säuglinge mit CEP schwerste, entstellende Verbrennungen zuziehen können. Da CEP rezessiv vererbt wird, sind die Eltern meist nicht betroffen, so dass keine Familiengeschichte vorliegt, die auf eine CEP beim Neugeborenen schließen lassen würde.

## Therapie
Gentherapie als ursächliche Therapie wurde im Jahr 2008 erfolgreich an Mäusen durchgeführt.
Besonders wichtig ist der Lichtschutz, da durch Sonneneinstrahlung die starken Hautsymptome verursacht werden. Eventuell kann eine allogene Stammzelltransplantation in Betracht gezogen werden. So werden die defekten Zellen ersetzt, natürlich mit dem Nachteil der lebenslangen Immunsuppression.

## Prognose
Die Prognose ist bei Bedenken der Krankheitsschwere und der vorhandenen Therapieoptionen ungünstig.

## Verwechslung
Nicht zu verwechseln ist die CEP mit der durch Hautschädigungen durch UV-Licht hervorgerufenen Xeroderma pigmentosum („Mondscheinkinder“), der ein Ausfall der Reparaturfähigkeit von DNA-Schäden in der Haut zugrunde liegt.

## Trivia
Die Symptomatik aus Blässe durch die bestehende Anämie, Entstellungen im Gesicht durch die Photodermatose, nächtlicher Lebensweise aufgrund der Lichtempfindlichkeit sowie rötlichen Zähnen lässt Forscher vermuten, dass frühzeitliche Fälle von Morbus Günther möglicherweise zur Entstehung und/oder Formung des Vampir-Mythos beigetragen haben könnten. Auch Fälle vermehrter Körperbehaarung sollen bei M. Günther zu beobachten sein, was ebenfalls der Legende Vorschub leisten würde. Daneben sollen die Erkrankten nicht selten aufgrund des Gehaltes an Cytochrom-P450, welches die bestehende Hämolyse verstärken kann, unverträglich auf Knoblauch und verwandte Pflanzen reagieren. Die ohnehin von Autor zu Autor nicht einheitlichen literarischen Vampir-Vorlagen und echte Porphyrie-Symptome weichen oft voneinander ab, bei den meisten Autoren sowie unter den gängigen landläufigen Vampir-Sagen können jedoch regelmäßig zumindest teilweise Übereinstimmungen mit den aufgeführten Symptomen festgestellt werden.